# Beistellung
Der Begriff Beistellung bezeichnet einen Begriff aus der Energiewirtschaft, einen Buchungsvorgang im Bestellwesen oder Leistungen eines Auftraggebers im Projektgeschäft.

## Energiewirtschaft
In der Energiewirtschaft ist die Beistellung eine Marktöffnungsregel. Mit der Beistellung wird ein Verfahren der Wechselmöglichkeit von Endkunden (Verbrauchern) beim Bezug von Energie (Strom, Gas) oder bei Telekommunikationsdienstleistungen bezeichnet (siehe auch: Stromanbieterwechsel).
Der private Endkunde schließt seinen Versorgungsvertrag (Gas- bzw. Strom, Telekommunikationsdienstleistungen) mit dem neuen Versorger/Dienstleister. Dieser bezieht die Energie/Dienstleistung (Gas bzw. Strom, Telekommunikationsdienstleistungen) vom örtlichen Netzbetreiber (bzw. von dessen assoziiertem Lieferanten), der bisher das Monopol hatte, im Rahmen eines Beistellungsvertrags. Durch dieses Dreiecksverhältnis wird dem Endkunden die Möglichkeit gegeben, den unmittelbaren Vertragspartner selbst zu wählen. Nachteilig ist dabei jedoch, dass der Endkunde mittelbar weiterhin vom lokalen Netzbetreiber/Anbieter abhängig bleibt und dass der Netzbetreiber/Anbieter in seinem ehemaligen Versorgungsgebiet weiterhin einen gesicherten Abnahmemarkt hat, wobei er unter Umständen die Produkte per Beistellung teurer vermarkten kann als gegenüber seinen Endkunden, denen er sie unmittelbar liefert.
Die Beistellung war auf dem deutschen Energiemarkt nur eine befristete Vorstufe zum diskriminierungsfreien Netzzugang mittels sogenannter Durchleitung. Dabei schließt der private Endkunde seinen Versorgungsvertrag ebenfalls mit dem neuen Versorger. Dieser bezieht jedoch den Strom nicht vom örtlichen Netzbetreiber (bzw. von dessen assoziiertem Lieferanten), sondern liefert ihn selbst durch das Netz des örtlichen Netzbetreibers und durch die jeweils vorgelagerten Netze an den privaten Endkunden. Durch die Regulierung der zu veröffentlichenden Netznutzungsentgelte durch die Bundesnetzagentur (BNetzA) besteht eine deutlich höhere Transparenz des Gesamtstrompreises für den Endkunden und damit grundsätzlich die Möglichkeit, den Strom vom günstigsten Anbieter zu beziehen.

## Projektgeschäft
Unter Beistellungen werden allgemein Leistungen bezeichnet, die vom Auftraggeber geliefert und für den eigenen Auftrag verwendet, verarbeitet oder integriert werden.
Typische Beispiele für Beistellungen sind:
- Dokumente,
- Testdaten,
- Bereitstellung von Rechenzeit auf Anlagen des Auftraggebers,
- Bereitstellung von Flächen zur Nutzung,
- Lizenzen,
- spezielle Testgeräte.

## Bestellwesen
Zu einer Bestellung einer Firma an einen Lieferanten kann die bestellende Firma Rohmaterial, Halbzeuge oder Bauteile beistellen, die dann vom Lieferanten z. B. in Form eines Werkvertrages zum fertigen Produkt verarbeitet werden.
Typisch hierbei ist die kostenlose Beistellung. Bei der kostenlosen Beistellung erhält der Lieferant keine Rechnung für das beigestellte Material, sondern die bestellende Firma verbucht den Materialfluss intern. Bei der kostenpflichtigen Beistellung hingegen kauft der Lieferant z. B. das Halbzeug bei der bestellenden Firma zu einem festgelegten Preis, der dann in die Kalkulation des Verkaufspreises des Lieferanten an den Bestellenden einfließt.
Beistellungen können danach unterschieden werden, in welcher Form sie zum Besteller zurückgelangen.
- Der beigestellte Artikel gelangt nicht in seiner Form separierbar zurück. Beispiel: eine beigestellte Farbe.
- Der beigestellte Artikel gelangt in veränderter Form zurück. Beispiel: Auswärtsvergabe einer Oberflächenbearbeitung, -härtung, -beschichtung.
- Der beigestellte Artikel gelangt in unveränderter Form zurück. Beispiel: Beigabe eines Werkzeugs, einer Vorrichtung, eines Meßmittels.